# Eleccions generals bolivianes de 2025
Les eleccions generals de Bolívia de 2025 se celebren el 17 d'agost del 2025 per a elegir el president, el vicepresident, els senadors i els diputats de Bolívia.

## Sistema electoral
El president de Bolívia s'elegeix a dues voltes. Un candidat és declarat guanyador si rep més del 50% dels vots, o bé més del 40% si té més de 10 punts d'avantatge respecte el candidat més proper. Si no es compleix cap d'aquestes condicions, se celebra una segona volta amb els dos candidats més votats.
Els 130 membres de la Cambra de Diputats (llevat dels set escons especials) s'elegeixen segons el sistema de representació proporcional mixta. S'elegeixen 63 escons en districtes uninominals per escrutini uninominal majoritari. 60 escons més s'elegeixen amb un sistema de representació proporcional amb llista de partit mitjançant districtes que corresponen als nou departaments de Bolívia, amb una barrera electoral del 3%. Els escons addicionals en cada regió s'assignen proporcionalment segons el vot als candidats presidencials, restant-hi la quantitat de districtes uninominals guanyats. Els set escons que resten són reservats per als indígenes, elegits segons la llei dels usos i costums per escrutini uninominal majoritari.
El Senat té 36 membres, quatre de cadascun dels nou departaments del país, elegits amb llistes de partit tancades segons la regla D'Hondt. Els escons també s'assignen segons el vot als candidats a president. El vot és obligatori per a tots els adults de més de 18 anys.

## Resultats
| Candidats               | Candidats                   | Partits | 1a volta | 1a volta | 2a volta | 2a volta |
| Candidats               | Candidats                   | Partits | Vots     | %        | Vots     | %        |
| ----------------------- | --------------------------- | ------- | -------- | -------- | -------- | -------- |
|                         | Rodrigo Paz Pereira         |         |          |          |          |          |
|                         | Jorge Quiroga Ramírez       |         |          |          |          |          |
|                         | Samuel Doria Medina         |         |          |          |          |          |
|                         | Andrónico Rodríguez Ledezma |         |          |          |          |          |
|                         | Manfred Reyes Villa         |         |          |          |          |          |
|                         | Eduardo Del Castillo        |         |          |          |          |          |
|                         | Jhonny Fernández            |         |          |          |          |          |
|                         | Pavel Aracena               |         |          |          |          |          |
|                         |                             |         |          |          |          |          |
| Vots vàlids             |                             |         |          |          |          |          |
| Vots nuls               |                             |         |          |          |          |          |
| Total                   | Total                       | Total   |          | 100.00   |          | 100      |
| Abstenció               |                             |         |          |          |          |          |
| Inscrits / participació |                             |         |          |          |          |          |